# Кистлер, Цирил
Цирил Кистлер (нем. Cyrill Kistler; 12 марта 1848, Гроссайтинген — 1 января 1907, Бад-Киссинген) — немецкий композитор и музыкальный теоретик.
В 1876—1878 гг. учился композиции и игре на органе в Мюнхене у Йозефа Райнбергера, в 1876 г. ездил в Байройт брать уроки у Рихарда Вагнера и в дальнейшем считался его продолжателем. В 1884 г. обосновался в Бад-Киссингене, учредил там музыкальную школу.
Среди основных произведений Кистлера — оперы «Смерть Бальдура» (нем. Baldurs Tod), «Кунигильда», «Уленшпигель», симфоническая поэма «Шабаш ведьм» (нем. Die Hexenküche), хоровые, органные и фортепианные сочинения, песни. Ему принадлежат также учебники гармонии и контрапункта, изданные в 1898—1904 гг. в 4 томах.
Учениками Кистлера были, в частности, Эмиль Оберхоффер и Мечислав Хоршовский.